# Nodepapir
Nodepapir er et ark papir med fortrykte nodesystemer, hvorpå en komponist i hånden kan skrive noderne til musikken. Hvert nodesystem består af fem vandrette, parallelle linjer. Et fortrykt nodepapir har typisk mellem 6 og 12 nodesystemer pr. ark.
| Musik | Spire Denne musikartikel er en spire som bør udbygges. Du er velkommen til at hjælpe Wikipedia ved at udvide den. |